# Рудка (притока Уди)
Рудка — річка в Україні, у Зміївському й Харківському районах Харківської області. Ліва притока Уди (басейн Дону).

## Опис
Довжина річки приблизно 8,24 км, найкоротша відстань між витоком і гирлом — 6,20 км, коефіцієнт звивистості річки — 1,33.

## Розташування
Бере початок неподалік станції Рогань (дільниця Харків-Балашовський — Зелений Колодязь). Тече переважно на південний схід через Лизогубівку і в селі Хмарівка впадає в річку Уду, праву притоку Сіверського Дінця.
Населені пункти вздовж берегової смуги: Подольох, Кирсанове.

## Цікаві факти
- Біля витоку річку перетинає залізниця. На правому березі річки на відстані приблизно 3 км розташована станція Тернове.
- На правому березі річки пролягає автошлях Р78.